# Алеї Трьох Пророків (Краків)
Алеї Трьох Пророків (пол. Aleje Trzech Wieszczów) – загальна назва трьох краківських алей, які оточують центральну частину міста із заходу та північного заходу, становлячи фрагмент другої кільцевої дороги Кракова.
До створення алей на їх місці був насип кільцевої залізниці, побудований у 1887–1888 роках, а з його зовнішнього боку – комплекс бастіонів Краківської фортеці .
У 1905 році місто викупило у війська терен насипів. Лінія фортів до 1909 року становила кордон міста Кракова. Того ж року до складу міста було включено декілька сіл, розташованих на захід від лінії укріплень. На місці ліквідованих внутрішніх укріплень і ліквідованої в 1911 році лінії кільцевої залізниці було вирішено побудувати широкий периферійний бульвар. Було з’єднано кілька валів і вже існуючих вулиць. Було створено широкий репрезентативний бульвар із двома смугами руху, розділеними зеленою смугою – пішохідною алеєю. По внутрішній (ближче до центру) смузі рухався кінний транспорт, по зовнішній – автотранспорт. У 1912 році алеї отримали свої нинішні назви.
Після 1945 року разом зі збільшенням автомобільного руху смуги розширювали кілька разів.
Назва Алеї Трьох Пророків обіймає:
- Алея Зигмунта Красінського – від Дембницького мосту до перехрестя з вул. Тадеуша Костюшка та вул. Звежинецької до перехрестя з вул.Фердинанда Фоша та вул.Маршала Юзефа Пілсудського.

- Алея Адама Міцкевича – від перехрестя з вул. Фердинанда Фоша та вул. Маршала Юзефа Пілсудського до пл. Інвалідів та перехрестя з вул.Кармелітська [1].

- Алея Юліуша Словацького – від пл. Інвалідів та перехрестя з вул. Кармелитської до перехрестя з вул. Варшавська.

Алея 29 Листопада є функціональним продовженням Алей Трьох Пророків на північ, а вул. Марії Конопницької продовженням в південному керунку. Разом з алеями вони утворюють один із головних шляхів сполучення міста між північною та південною частинами Кракова.

## Організація дорожнього руху
Проїжджі частини в протилежних напрямках розділені широким зеленим поясом і мають три смуги руху, за винятком того, що зовнішня призначена для автобусів, таксі, поліції, муніципальної охорони, мотоциклів та електротранспорту, а перед перехрестями нею користуються також ті, хто повертає на право.
Сама назва Алеї Трьох Пророків є загальною назвою, розмовною. Формально такої алеї в Кракові немає.

## Галерея

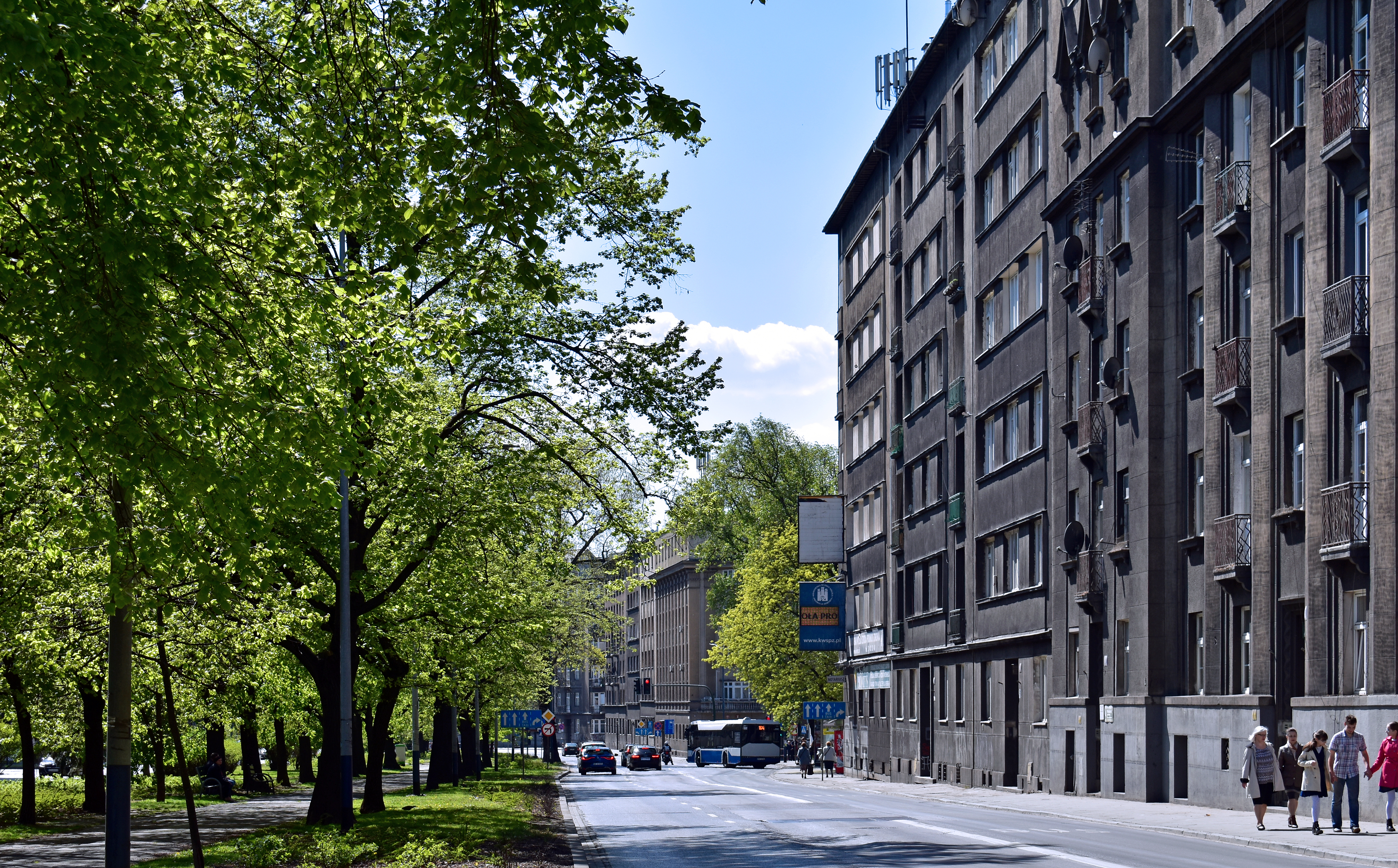
Алея Юліуша Словацького (рік 2020). Вигляд на південь з перехрестя вул.Мазовецької та вул. Лобзовської. Старовинний фасад
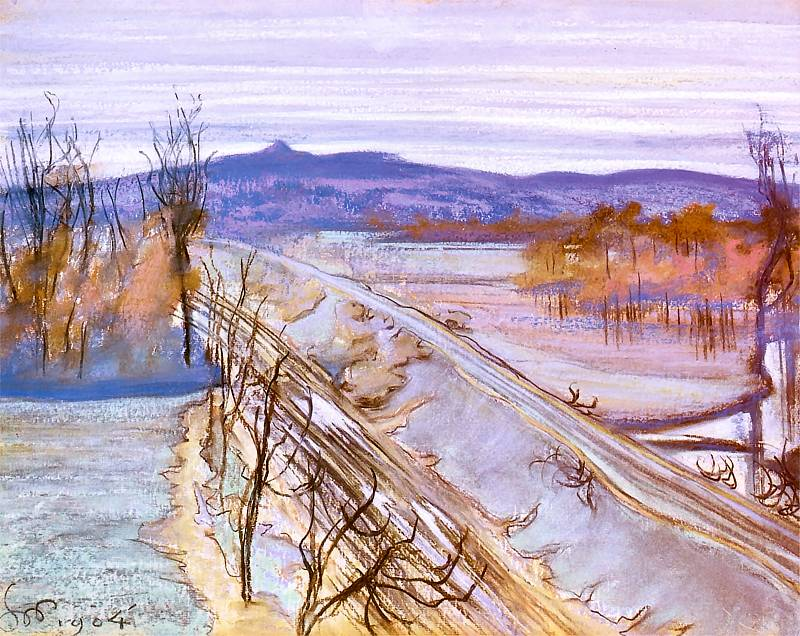
Та сама околиця у 1904 р., насип колії кільцевої дороги . Вид на південь з перехрестя з майбутньою вул.Мазовецькою, з вікна майстерні Станіслава Виспянського на вул.Кроводерській 79.
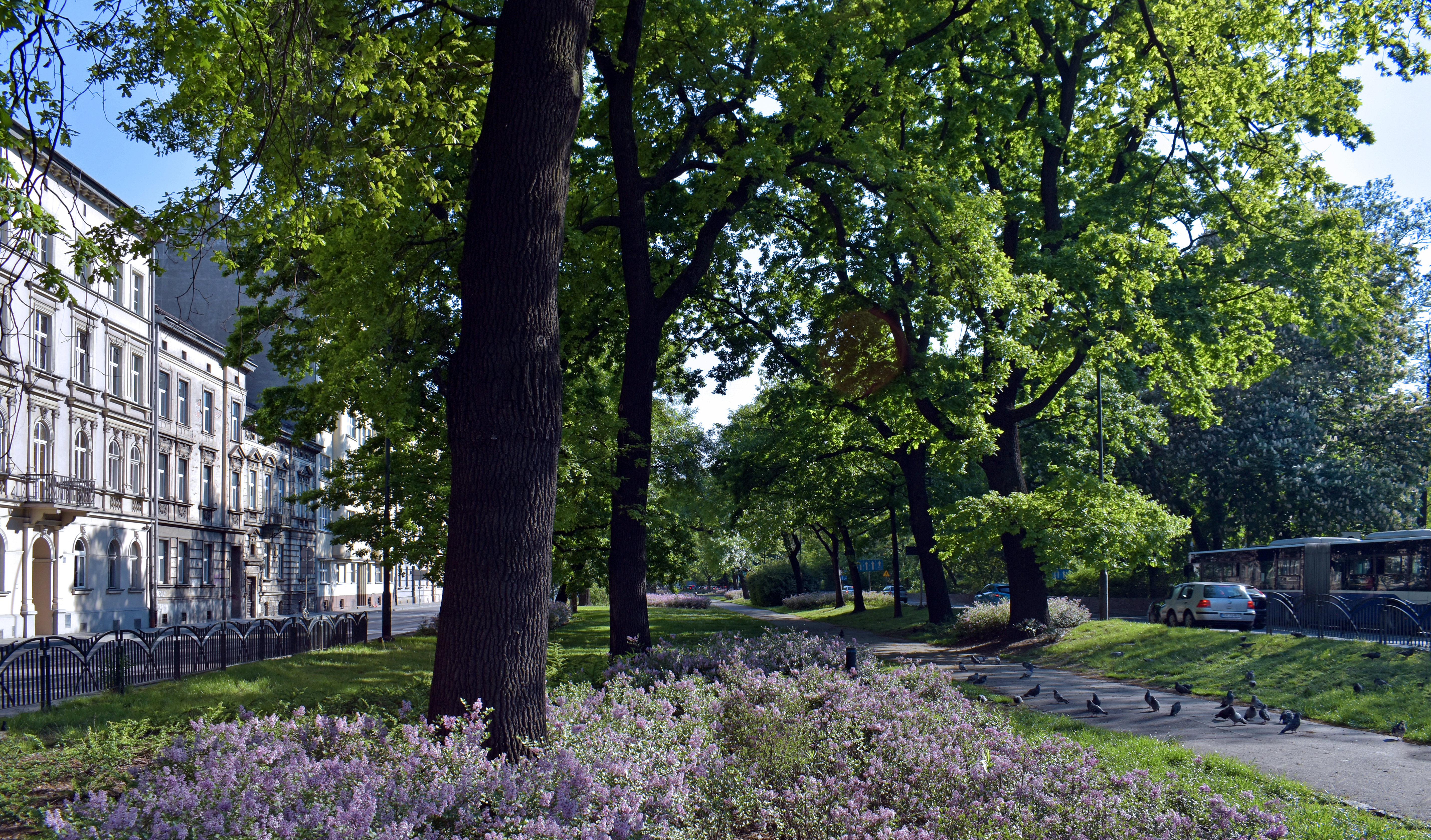
Алея Адама Міцкевіча, вигляд на південь з перехрестя з вул.Кармелитською.